# مو کبوتر
مو کبوتر یک ستاره است که در صورت فلکی کبوتر قرار دارد.